# 阿知須地域バス

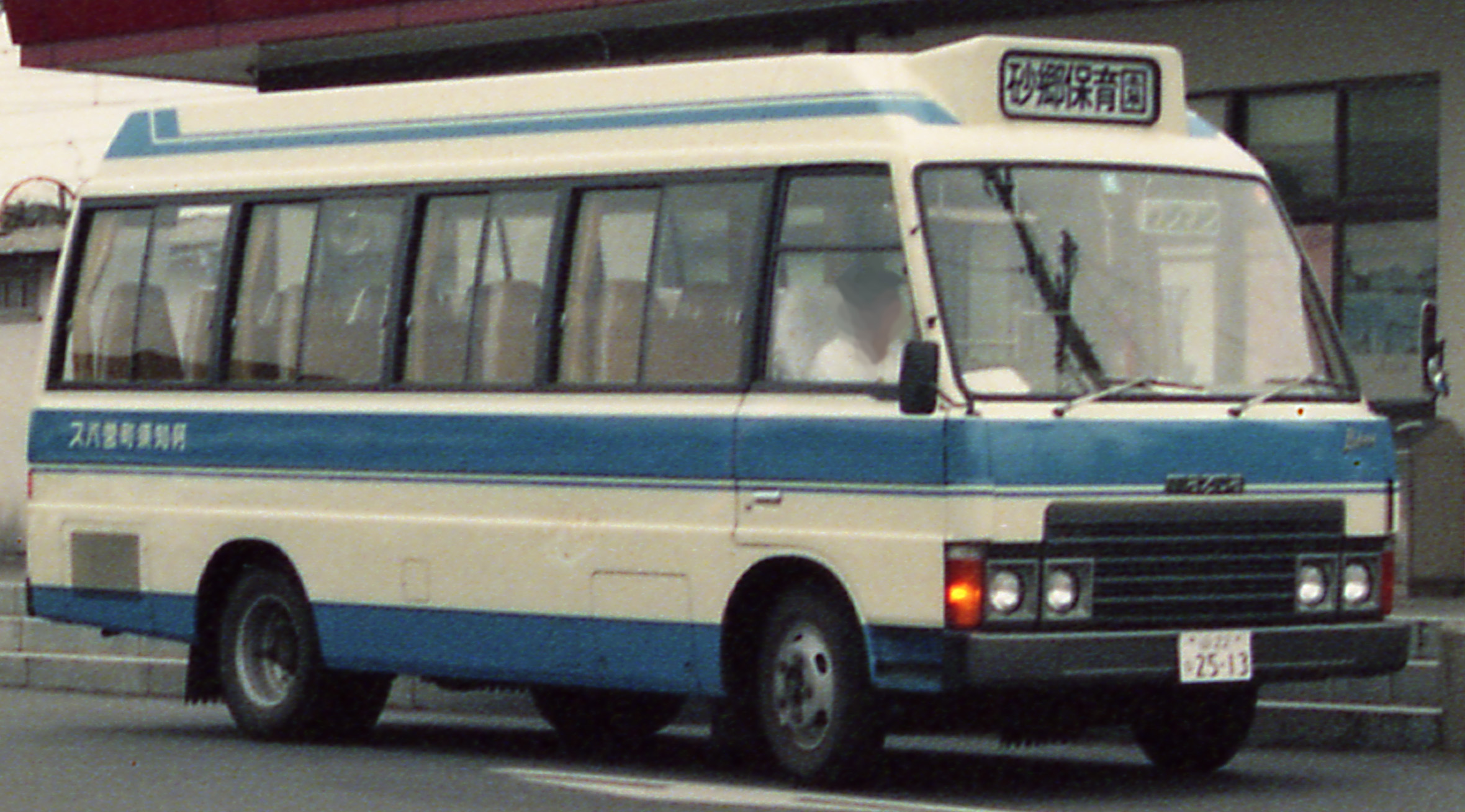
阿知須町営バス当時の車両（1994年）
マツダ・パークウェイ

阿知須地域バス（あじすちいきバス）は、山口県山口市が旧阿知須町域でかつて運行していた自治体バス（廃止代替バス）である。「きらら号」の愛称が付けられていた。 運行形態は、道路運送法の規定に基づく自家用バス（白ナンバー車）による有償運送であった。

## 概要
民間バスの廃止による住民交通の確保のため、当時の阿知須町により阿知須町営バスとして運行開始した。
阿知須町の山口市への合併時に、山口市へ運行が引き継がれ阿知須地域バスとなったが、その後に山口市コミュニティタクシー（現在の「あじす☆きららコミュニティタクシー」）へ置き換えられる形で廃止された。
日曜・祝日及び年末年始（12月29日 - 1月3日）は運休であった。

## 沿革
- 1984年4月1日 - 阿知須町営バス運行開始[1]。
- 2005年10月1日 - 阿知須町の山口市への合併に伴い、阿知須地域バスとして山口市に引き継がれる。
- 2008年10月1日 - 路線廃止。代替として山口市コミュニティタクシーを阿知須地域にて運行開始[3]。

## 路線
2007年4月1日時点で、以下の路線があった（全バス停記載）。
岡山霊廟 - 葡萄の森線
- 岡山霊廟 - 西祝 - 小古郷 - 県漁協阿知須支店 - 縄田 - 砂郷 - 同仁病院前 - ニューライフあじす前 - 阿知須駅前 - 阿知須総合支所前 - 飛石公民館前 - 道の駅きらら あじす - 山口きらら博記念公園 - きらら浜自然観察公園 - 岩倉駅前 - 岩倉 - 山王様前 - 北方八幡宮入口 - 沖の原公民館前 - サンパーク前 - 浜表 - 赤迫橋 - 井関橋 - 野口 - 有勲荘前 - 有勲荘入口 - 温泉前 - 万年池入口 - 焼野入口 - 西コース入口 - 青畑

小山線'
- 岡山霊廟 - 西祝 - 小山 - 阿知須駅前 - 阿知須総合支所前

## 車両
阿知須町営バス運行開始当時は、マツダ・パークウェイを使用していた。
2000年頃に日野・リエッセIIに置き換えられ、山口市への合併後にはトヨタ・ハイエースに置き換えられていた。廃止直前の2007年時点では1台の車両がすべての運用に充当されていた。